# 227-ма артилерійська бригада (РФ)
227-ма артилерійська Талліннська Червонопрапорна, ордена Суворова бригада (227 АБр, в/ч 13714) — військове з'єднання Сухопутних військ Збройних сил Російської Федерації. Бригада дислокується у місті Майкоп Адигеї. Перебуває у складі 49-ї загальновійськової армії Південного військового округу.

## Історія
В 1943 році на базі 311-го артилерійського Червонопрапорного і 1115-го артилерійського полків створено 81-шу гарматну артилерійську бригаду.
Після закінчення німецько-радянської війни 81-ша бригада передислокувалася в Ленінакан, Вірменія. Там її переформували на гарматний полк.
У 1992 році полк перевели до міста Урюпінськ Волгоградської області й знову розгорнули в 81-шу артилерійську бригаду.
У Першу російсько-чеченську війну в складі 8-го армійського корпусу Льва Рохліна бригада воювала з 11 грудня 1994 року по 17 лютого 1995 року. 143 офіцери та прапорщики були нагороджені орденами і медалями.
1997 року 81-шу бригаду перевели з Урюпінська до Слов'янська-на-Кубані й переформували на 227-му артилерійську бригаду.
227-ма бригада брала участь у Другій російсько-чеченській війні.
У 2009 році 227-ма бригада розформована в ході реформи Збройних сил і перетворена в базу зберігання та ремонту військової техніки.
Відтворення бригади почалося 1 грудня 2016 року.
До початку 2017 року 227-ма бригада знову відтворена в Адигеї (селище Краснооктябрьский) й підпорядкована 49-ї загальновійськової армії.
З 2018 року бригада дислокується в Майкопі.
23 лютого 2019 року бригаді вручено бойовий прапор.

## Опис
На озброєнні артилерійської бригади складаються гаубиці Мста-Б й Мста-С, РСЗВ «Ураган», станції артилерійської розвідки СПАР-10М1 «Пантера» й «Зоопарк-1», БЛА «Тахіон», комплекси розвідки, управління і зв'язку «Стрілець».
Тренування бригади проходять на Майкопському полігоні.

## Командири
- (14.1.1943 — 1.6.1945) — Гнідін Василь Сергійович, полковник[10], генерал-майор[11].
- (2016—2018) — Бараник Олександр, полковник.
- з 2018 року — Рєпін Олексій Вікторович.

## Втрати
Із відкритих джерел відомо про деякі втрати бригади у російсько-українській війні:
| п/п | Прізвище, ім'я, по-батькові                                                | Звання       | Дата народження | Дата смерті |
| --- | -------------------------------------------------------------------------- | ------------ | --------------- | ----------- |
| 1.  | Нікіткін Віктор Сергійович (рос. Никиткин Виктор Сергеевич)                | єфрейтор     | 25.01.1997      | 10.03.2022  |
| 2.  | Щеткін Дмитро Олександрович (рос. Щеткин Дмитрий Александрович)            | капітан      | 17.05.1989      | 02.07.2022  |
| 3.  | Магомедов Гаджикурбан Магомедович (рос. Магомедов Гаджикурбан Магомедович) | підполковник |                 | 13.09.2022  |